# Riviera-Pays-d'Enhaut
District de la Riviera-Pays-d'Enhaut är ett av de tio distrikten i kantonen Vaud i Schweiz. 

## Indelning
Distriktet består av 12 kommuner:
| Vapen                 | Namn                  | Invånare 2023-12-31 | Yta i km² |
| --------------------- | --------------------- | ------------------- | --------- |
| Blonay – Saint-Légier | Blonay – Saint-Légier | 12 343              | 31,24     |
| Chardonne             | Chardonne             | 3 236               | 10,34     |
| Château-d'Œx          | Château-d'Œx          | 3 624               | 113,66    |
| Corseaux              | Corseaux              | 2 336               | 1,07      |
| Corsier-sur-Vevey     | Corsier-sur-Vevey     | 3 428               | 6,74      |
| Jongny                | Jongny                | 1 915               | 2,16      |
| La Tour-de-Peilz      | La Tour-de-Peilz      | 12 595              | 3,26      |
| Montreux              | Montreux              | 26 828              | 33,41     |
| Rossinière            | Rossinière            | 528                 | 23,36     |
| Rougemont             | Rougemont             | 798                 | 48,54     |
| Vevey                 | Vevey                 | 20 139              | 2,40      |
| Veytaux               | Veytaux               | 1 003               | 6,77      |

Samtliga kommuner i distriktet är franskspråkiga.